# Léon Binet (sculpteur)
Pour les articles homonymes, voir Binet.
Ne doit pas être confondu avec Léon Binet.
Léon Binet, né le 13 août 1880 à Lyon et mort le 2 juillet 1958 à Cagnes-sur-Mer, est un sculpteur ornemaniste français.

## Biographie
Léon Binet est un sculpteur ornemaniste sur pierre de style Art nouveau qui travailla pour plusieurs architectes parisiens, dont Théo Petit, Jules Lavirotte, Louis Bonnier et Louis-Hippolyte Boileau. Il a également réalisé de petites sculptures de visages de jeunes femmes en marbre de Carrare, semblables à celles réalisées par Charles Alfred Lenoir (1850-1920), Aimé Morot (1850-1913), Affortunato Gory (Italien, 1895-1925), Enzo Sighieri (né 1868), Louis Jacques Gallet (Suisse, 1873–1955) et G. Verona.

## Œuvres
- Paris :

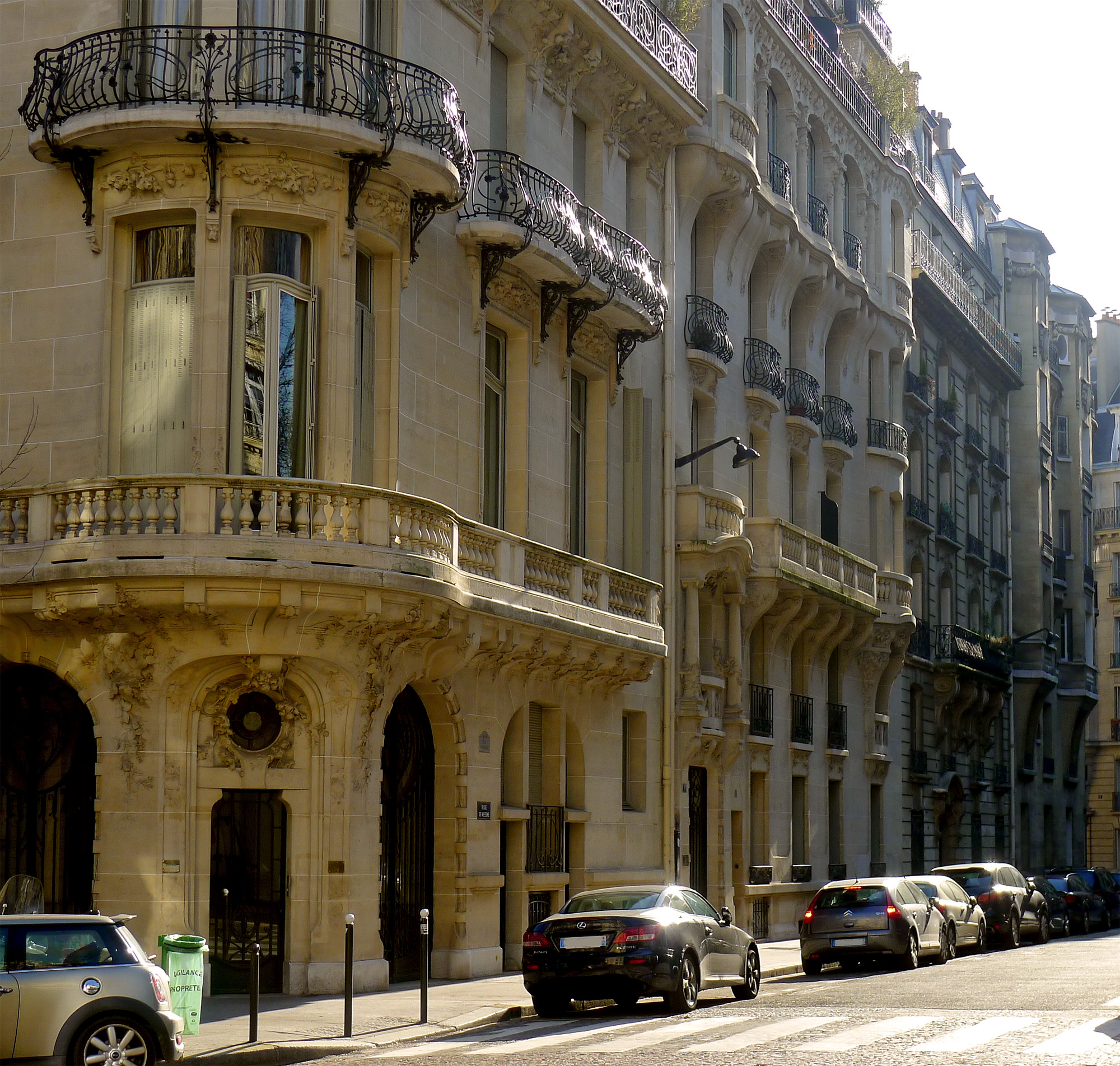
Façade du 6, rue de Messine à Paris.

  - 23, avenue de Messine et 6, rue de Messine : frises et ornementations végétales sur les façades, 1907, architecte Jules Lavirotte[3] ;
  - 40, boulevard Haussmann, Galeries Lafayette, 7e étage : support végétal en bronze de la stèle en marbre du Monument aux morts pour la patrie du personnel des Galeries Lafayette 1914–1918, de François Sicard[4] ;
  - 45, boulevard Raspail, hôtel Lutetia : sculptures de la façade, 1913, architectes Louis-Hippolyte Boileau et Henri Tauzin ;
  - gare de Lyon : Monument aux morts du PLM, 1925, architecte Louis Bonnier (1856-1946)[5] ;
  - 55, quai d'Orsay : corbeille de fleurs et oiseaux sur la façade, 1913[6],[7] ;
  - 132-134, rue de Courcelles : frise animalière en pierre sur façade, 1907, architecte Théo Petit ;
  - 5, rue Émile-Duclaux : fleurs et bas-relief floraux ornant le dessus de porte d'entrée, architecte Georges Régin ;
  - 7, rue Émile-Duclaud : sculptures de la façade, architecte Georges Régin ;
  - 12, rue Sédillot : sculptures de la façade de l'hôtel Monttessuy, 1899, architecte Jules Lavirotte, commande de Pauline Ximenes, veuve du comte de Monttessuy.